# Bronson Pinchot
Bronson Alcott Pinchot (* 20. května 1959, New York) je americký herec.

## Biografie

### Soukromý život
Pinchot se narodil v New York City (New York) jako syn písařky Rosiny (rodné jméno Asta) a k Henrymu Pinchotovi, knihaři. Jeho matka měla Italsko-Americký původ a jeho táta, který se narodil v New Yorku a vyrůstal v Paříži, měl rusko-židovské předky. Pinchot byl vychováván v jižní Kalifornii. Po absolvování střední školy v South Pasadena, odešel studovat na Nevadskou univerzitu, a následně dostal stipendium na Yaleově univerzitě. Byl členem akademie Morse. Studoval také malířství, ale poté se zajímal hlavně o herectví. O malířství se aktivně stále zajímá, především o anticko řecké sochařství (460–31 př. n. l.). V prosinci 2002 se Pinchot stal sochařem.
Pinchot má sestru a dva bratry, jeden z nich, Justin, byl cameo hostem v epizodě "It Had To Be You" seriálu Perfect Strangers.

### Kariéra
Pinchot se objevil v několika celovečerních filmech, zahrnující Risky Business, Policajt v Beverly Hills (svoji podpůrnou úlohu sehrál také v pokračování Policajt v Beverly Hills III.), True Romance, Courage Under Fire či It's My Party. Jedna z mála Pinchotových významných rolí byla pravděpodobně v situační TGIF komedii stanice ABC (American Broadcast Company), Perfect Strangers (1986–1993), kde hrál postavu Balki Bartokomous, založenou na roli excentrického Sergeho z filmu Policajt z Beverly Hills, jenž měl humorný cizí akcent. Později byl Pinchot přidán do TGIF sitcomu Krok za krokem taktéž původem ze stanice ABC a taktéž částečně se stejnými tvůrci (Miller-Boyett Productions) jako u Perfect Strangers, jakožto doplňující postava za Codyho Lamberta (Sasha Mitchell). Zde setrval přes celou 6 řadu a hrál podobnou postavu s podobným výstupem jako ve filmu Policajt z Beverly Hills. Poté začal hrát v sci-fi seriálové komedii "Meego" stanice CBS, kterou měl na svědomí produkční pár Thomas L. Miller a Robert L. Boyett.
V roce 2003 Pinchot nadaboval další excentrickou postavu, tentokrát školního kuchaře, Pepeho, pro Nickelodeonský seriál All Grown Up!.
V epizodě "Alternate" (2007) seriálu Zákon a pořádek: Útvar pro zvláštní oběti se zde Pinchot vyskytl jako cameo.

## Filmografie
- Risky Business (1983)
- Policajt v Beverly Hills (1984)
- The Flamingo Kid (1984)
- After Hours (1985)
- Perfect Strangers (1986–1993) (TV seriál)
- Second Sight (1989)
- Blame It On The Bellboy (1992)
- True Romance (1993)
- The Trouble with Larry (1993) (TV seriál)
- Policajt v Beverly Hills III (1994)
- The Langoliers (1995) (TV)
- Courage Under Fire (1996)
- The First Wives Club (1996)
- It's My Party (1996)
- Krok za krokem (1996–1997) (TV seriál)
- Slappy and the Stinkers (1998)
- Quest for Camelot (1998) (dabing)
- The All-New Adventures of Laurel and Hardy: For Love or Mummy (1999)
- All Grown Up! (2003)
- Second Best (2004)
- The Wager (2007) (2007)
- The Young and the Restless (2008) (TV seriál)
- Shake it up/Vatalihootsit it up (2011) (TV seriál)